# Северная Саксония
Северная Саксония (нем. Nordsachsen) — район в Германии. Центр района — город Торгау. Входит в землю Саксония. Подчинён дирекционному округу Лейпциг.
Район образован 1 августа 2008 года в результате коммунальной реформы из бывших районов Торгау-Ошац и Делич.
Занимает площадь 2020,08 км². Численность населения района по оценке на 31 декабря 2013 года составляет 197 346 человек. Плотность населения — 98 человек/км².
Официальный код района — 14 7 30.